# Organización Rescate Humboldt
La Organización Rescate Humboldt  (ORH) fue fundada en Venezuela el 17 de diciembre de 1969. Fue constituida como organización no gubernamental y sin fines de lucro con el nombre de Centro Excursionista Humboldt. Desde 1970 sus miembros están formados en protección civil siendo un equipo de atención de emergencias. En 1975 el Gobierno venezolano les reconoció como una brigada especial de búsqueda y salvamento. En 1988 tomaron su nombre actual como Organización Rescate Humboldt

## Capacitación
La sede de la organización está ubicada en el Museo del Transporte dictan cursos de capacitación para los miembros, actualmente son 80 personas entre 18 y 60 años de los cuales 20 hacen guardia en la sede de Protección Civil del Municipio Sucre, puesto de guardaparques del Parque nacional El Ávila y en el helipuerto Ávila. 
Están capacitados en primeros auxilios, supervivencia en mar y selva, montañismo, comunicaciones, submarinismo, investigación de accidentes. Los miembros hacen pasantías en hospitales y horas de vuelo en maniobras de salvamento, lectura de mapas, ofidiología, incendios forestales, desalojo de estructuras en peligro.

## Rescates y salvamentos
Dentro de su trayectoria la Organización ha desempeñado una labor importante de salvamentos y rescates en Venezuela y el extranjero. Algunas de sus colaboraciones más trascendentales fueron: 
- Deslave de Vargas en 1999 rescatando 140 personas
- Terremoto de Nicaragua en 1972
- Terremoto de Argelia en 1980